# 原始惑星
原始惑星（げんしわくせい、英: Protoplanet）とは、惑星系が誕生する過程で原始惑星系円盤の中に形成される天体である。「惑星の胚子」(planetary embryo) が特に大きく成長したもので、大きさは地球の月程度と考えられている。一般的な理論では、原始惑星は、キロメートルサイズの微惑星が衝突・集積して形成されると考えられている。原始惑星同士は互いの重力の影響で軌道交差を起こし、巨大衝突を経て最終的に惑星になるとされている。

## 概要
太陽系が形成されるとき、まず微惑星の衝突合体により数百個の「惑星の胚子」が形成された。これらの天体は1022 から 1023 kgの質量、2,000 - 3,000kmの直径で、現在の冥王星に相当するサイズだったと考えられている。その後約1億年の間に惑星の胚子は互いに衝突を繰り返し、次第に数を減らしながら巨大な惑星の胚子（原始惑星）となった。地球型惑星形成の最終段階では比較的少数の原始惑星が巨大衝突を起こし、現在の惑星になったと考えられている 。
原始惑星が惑星に成長する過程で、原始惑星の内部は溶融し、内部構造の分化が起きると考えられている。放射性元素の崩壊や隕石の衝突などがその熱源である。地球に落下した隕石の組成を調べることで、小惑星の一部も分化を経ていたことが分かっている。
ジャイアント・インパクト説では、地球の月は、テイアと名づけられた仮説上の原始惑星が、原始地球に衝突して形成されたと説明される。
原始惑星という言葉はもともとは惑星形成論で使われる用語だが、現在の太陽系に存在する準惑星ケレスや、小惑星パラス・ベスタを原始惑星と呼ぶこともある。これは、これらの小天体を原始惑星の生き残りとみなしたものである。他の準惑星も、同様の理由で原始惑星と呼ばれることがある。

## 原始惑星から惑星へ
惑星形成の初めの段階において、微惑星は暴走成長と呼ばれる様式で大きくなっていく。これは他より成長の早い微惑星が加速度的に成長を早めていくという過程で、これによって微惑星は、惑星の胚子あるいは原始惑星とよばれる大きさにまで巨大化する。天体がある程度の質量に達すると成長速度にブレーキがかかるようになり、やがて似たような大きさの原始惑星が多数並ぶ状態（寡占成長）になる。N体シミュレーションに基づいた計算では、寡占成長によって地球型惑星の範囲に生まれる原始惑星は、現在の太陽系の惑星より質量が小さく数が多いと予測されているため、太陽系の現状を説明するには寡占成長後の原始惑星同士の巨大衝突を考慮に入れなければならないと考えられている。
岩石惑星の寡占成長は、原始惑星系円盤にガスや微惑星が残った状態で進むことが推測されている。これらには惑星の軌道を円軌道化する働きがあり、この過程では原始惑星同士の軌道交差や衝突は起きにくい。しばらくして微惑星やガスが晴れて安定化のメカニズムが効かなくなると、原始惑星は互いの重力で軌道を歪めあい、巨大衝突を起こすことが可能になる。地球や金星のような質量の大きい岩石惑星はこのようにして誕生したと推測されている。
ただし上のような理論では、太陽系の岩石惑星が真円に近い軌道を持っている事実を説明しがたいという問題がある。軌道交差は軌道離心率を増大させるが、この時代では離心率の低下をもたらす原始惑星系円盤はほとんど消失している。そのため、円盤ガスがある程度残存している時代に、（原始惑星同士の重力ではなく）木星の永年共鳴が原始惑星の軌道を楕円化することで、巨大衝突が引き起こされたという説明も提案されている。また、原始惑星同士の巨大衝突によって周囲に多数の破片がばらまかれ、その破片との力学的摩擦によって惑星の軌道離心率と軌道傾斜角が低下したという説も提案されている。